# Pipreola aureopectus
Pipreola aureopectus là một loài chim trong họ Cotingidae.
Loài chim này được tìm thấy ở Colombia, và Venezuela, nơi mà môi trường sống tự nhiên của chúng là rừng núi ẩm nhiệt đới hoặc cận nhiệt đới. Xem xét phạm vi và quy mô dân số, loài này không được coi là loài dễ bị tổn thương.